# 1765
1765. је била проста година.

## Догађаји

### Март
- 22. март — Парламент Велике Британије је донео Акт о таксеним маркама, намећући дажбине и америчким колонијама.

### Мај
- 18. мај — Ватра уништила четвртину Монтреала.

### Август
- 9. август — Руска царица Катарина Велика издала декрет којим се допушта нови начин за справљање вотке (залеђивањем).
- 18. август — Јозеф II постао цар Светог римског царства.

### Датум непознат
- Википедија:Непознат датум — Основано Банатско Ново Село

## Рођења

### Март
- 7. март — Жозеф Нисефор Нијепс, француски хемичар († 1833)

### Август
- 21. август — Краљ Вилијам IV од Уједињеног Краљевства и Хановера († 1837)

### Децембар
- Непознат датум -
  - Википедија:Непознат датум — Стојан Чупић, српски војвода. († 1815)
  - Википедија:Непознат датум — Јаков Ненадовић, српски војвода. († 1836)

## Смрти

### Март
- 3. март — Вилијам Стукли, енглески археолог